# Mario Biondi
Pour les articles homonymes, voir Mario Biondi (homonymie).
Mario Biondi (né le 17 mai 1939 à Milan) est un écrivain, un poète, un critique littéraire, un journaliste et un traducteur italien.
Avant tout romancier, il doit principalement sa réputation au roman Gli occhi di una donna qui lui a valu l'attribution du prix Campiello en 1985.

## Biographie
Né à Milan, Biondi a longtemps vécu à Côme, la région d'origine de trois de ses grands-parents. Ayant terminé ses études au Liceo Classico A. Volta de Côme, il obtient un diplôme en économie à l'université Bocconi de Milan avec une thèse sur « Les relations entre la civilisation et le progrès économique ». 
Dans sa jeunesse, il a porté le maillot bleu des équipes nationales junior et universitaire de l'athlétisme italien, et a été inclus dans l'équipe des candidats pour les Jeux olympiques de Rome (1960), auxquels il n'a pas pu participer en raison d'une blessure.
Par la suite, il a travaillé cinq ans dans l'industrie (Burroughs, Nestlé), et pendant seize ans dans plusieurs maisons d'édition (Einaudi, Sansoni, Longanesi), dirigeant le bureau de presse. En outre, il a travaillé activement dans le domaine du roman anglo-américain. Il a été également traducteur et critique pour plusieurs journaux tels que L'Unità, Corriere della Sera, Il Giornale (dirigé par Indro Montanelli), etc. Écrivain professionnel depuis les années 1980, journaliste indépendant dès les années 1970, il a collaboré à "7", Europeo, Panorama, Amica, Io Donna, Max, Esquire, Vanity Fair, Myster, Class, Specchio, Meridiani, Bell'Europa, etc. Il vit à Milan.
En 1968, il a publié ses premiers poèmes, qui ont été suivis par beaucoup d'autres dans plusieurs publications littéraires et des anthologies.
En 1994, il a reçu le prix littéraire du CONI (Comitato Olimpico Nazionale Italiano).
En 2006, il a revu et réédité les romans Il destino di un uomo et Due bellissime signore, fusionnés en un seul nouveau roman intitulé Destino. Celui-ci était en fait le projet original, l'éditeur voulant à l'époque le diviser en 2 livres.
Depuis 1975, il a publié quatorze romans et traduit 71 romans d'auteurs principalement de nationalité américaine et britannique.
Aucune de ses œuvres n'a jamais été traduite en français.

### Voyages et mémoires de Voyage

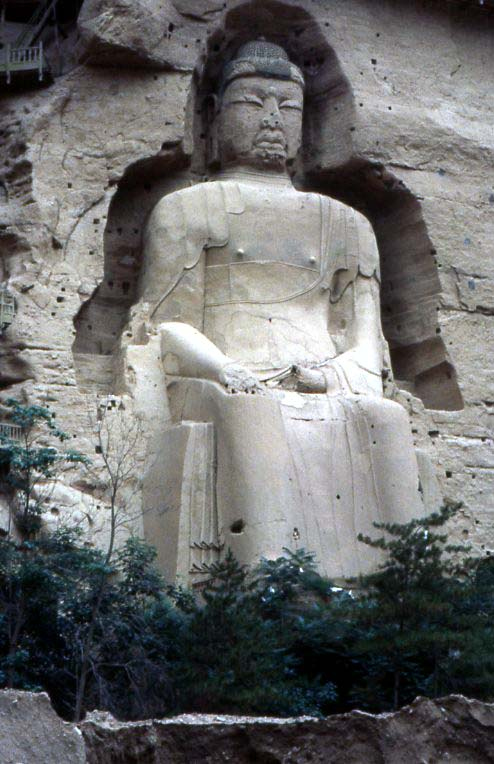
Le Bouddha géant (26 m) de Bingling-Si, sur le fleuve Jaune, Gansu, Chine.

En 2003, Biondi, voyageur « engagé » de la fin des années 1960, recueille ses souvenirs de voyage en un ouvrage intitulé Güle Güle. Parti con un sorriso. 35 ans de voyages de New York jusqu'à l'Iran, en passant par l'Algérie, l'Albanie, la Syrie, la Jordanie, la Turquie, l'Égypte. En 2004, il réalise que, sans le savoir exactement, il a voyagé sur une grande partie de la Route de la soie, ainsi il termine l'itinéraire, le long du Turkménistan, de l'Ouzbékistan et le Kirghizistan, et atteint la Chine à Kachgar par les Tian Shan (Monts du Ciel), d'où il voyage jusqu'à Tourfan (Grottes des « mille Bouddhas » de Bezeklik) au-de la du désert du Taklamakan. Il relate donc son expérience dans le livre Strada bianca per i Monti del Cielo. Vagabondo sulla Via della Seta.

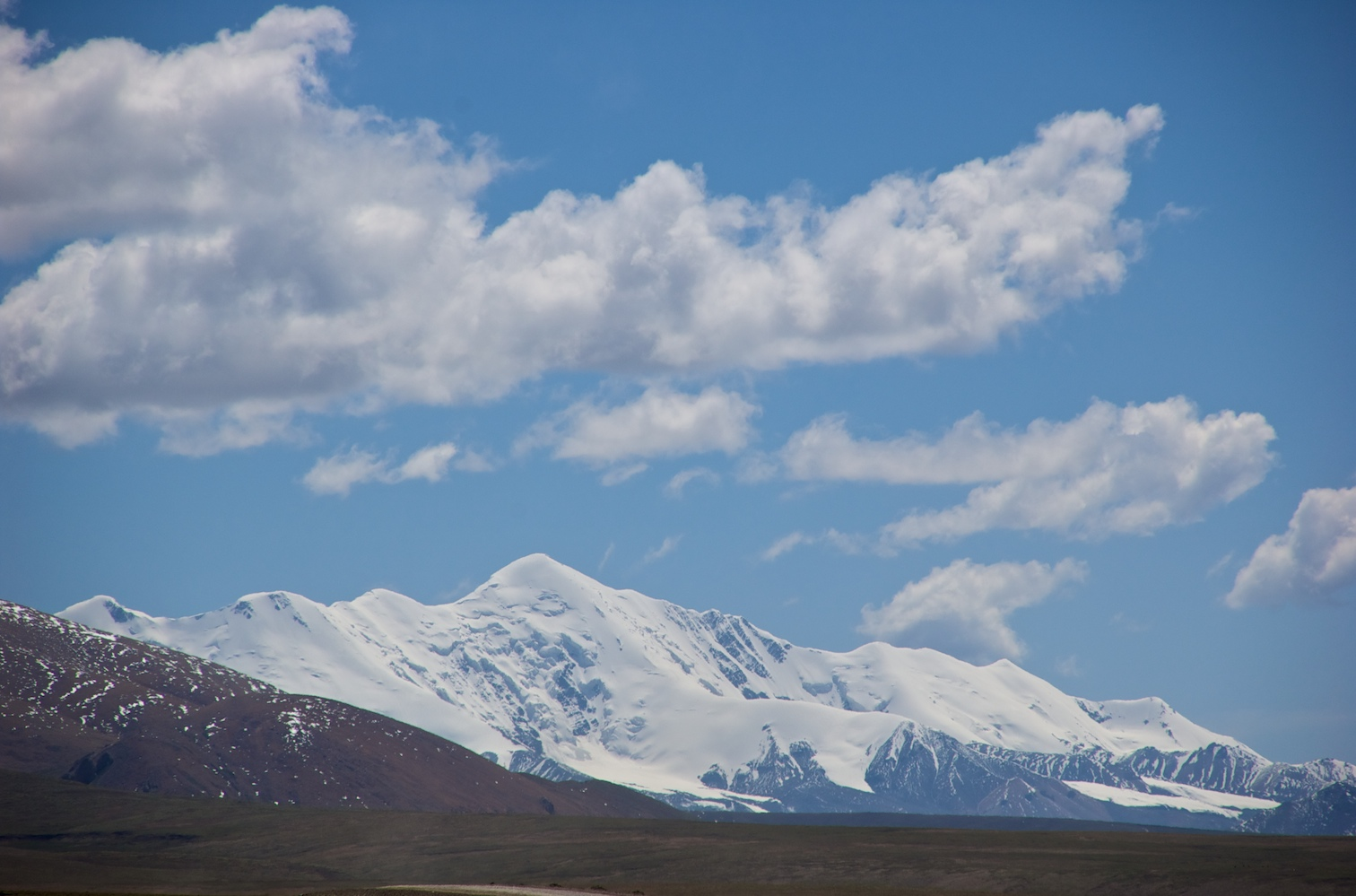
Amnye Machen, la seconde montagne sacrée pour les Tibétains (Maqen Gangri, 6282 m, Qinghai, Chine).

Entre 2005 et 2007, Biondi a poursuivi « philologiquement » la Route de la soie de l'Ouest vers l'Est, jusqu'aux anciennes capitales chinoises Xi'an et Luoyang, puis de là il va à Pékin, Shanghai et Lhassa (avec le fameux chemin de fer Qing-Zang de Xining, Qinghai, à Lhassa), mais surtout, au-delà du Xizang (Tibet), il a visité beaucoup d'autres régions autonomes tibétaines dans le Gansu (monastères des Gelugpa [Bonnets Jaunes] à Labrang et Langmu-Si, Caves de Bingling Si sur le Fleuve Jaune, etc.), du Qinghai (complexe monastique Gelugpa de Kumbum, lieu de naissance de Tsongkhapa, monastères de Tongren , etc.) et du Sichuan (Grand Bouddha de Leshan et Mont Emei). C'est à partir de ces expériences qu'est né en 2008 Con il Buddha di Alessandro Magno. Dall'ellenismo sull'Indo ai misteri del Tibet, itinéraire long et passionné  sur les chemins de l'art du Gandhara, c'est-à-dire du syncrétisme de la parole de Bouddha et de la culture hellénistique portée par Alexandre jusqu'à l'Indus. Un puissant syncrétisme qui a étendu son influence jusqu'à l'Extrême-Orient.
En 2008, toujours en Chine, il fait le tour de Ningxia, la province autonome des Hui musulmans, mais surtout de Qinghai, divisée en deux grands territoires: l'Amdo et une partie du Kham (Yushu-Jyekundo), respectivement habités par les Tibétains Amdowas et Khampas.
En 2009, il a continué d'exploré les territoires des Amdowas et des Khampas, ainsi que ceux des Golok et des Qiang, qui vivent à l'orée du Tibet (proprement dit), en découvrant plusieurs monastères Bön (religion prébouddhiste du Tibet) et Jonang (tradition bouddhiste que l'on croyait éteinte, mais qui est en train de ré-émerger fortement).

## Œuvres

### Poèmes
« me lo so bene anch'io, caro il mio Biondi, che ci sarebbero un sacco

di cose, qui, da dire (se dicessimo quel sacco di cose che ci sarebbero da

fare (se facessimo quell'altro sacco di cose (se rompessimo (che sono proprio

da rompere, queste cose, invece, tutte:[...] »

— Edoardo Sanguineti, Dalla Presentazione di Per rompere qualcosa, maggio 1973
- 1968 Conclusioni di Orfeo ("Marcatré" n. 37/38/39/40)
- 1973 Per rompere qualcosa (Volume, Ant. Ed)
- 1973 Settecento Watt ("Altri Termini")
- 1974 Jazzparola Suite ("Pianura. Poesia e Prosa degli Anni Settanta". A cura di S. Vassalli. Ant. Ed)
- 1976 Dissonanza. Poesie d'amore ("Il Verri", Sesta serie, n. 2, settembre)
- 1976 Varie parole civili. Nove poesie ("Almanacco dello Specchio Mondadori" n. 5)
- 1977 Nuova ballata per Newyorkville n. 200 ("North" n. 5/6, marzo)
- 1980 Trittico (Traduit en anglais : "Altro Polo. Italian Poetry today". Editor R. Perrotta, Sydney)

### Romans
- 1975 Il lupo bambino (Marsilio)
- 1981 La sera del giorno (Bompiani)
- 1982 Il cielo della mezzaluna (Longanesi, TEA)
- 1985 Gli occhi di una donna (id., Premio Campiello)
- 1986 La civetta sul comò (id.)
- 1988 Un amore innocente (Rizzoli)
- 1990 Crudele amore (id.)
- 1992 Il destino di un uomo (id.)
- 1993 Due bellissime signore (id.)
- 1995 Un giorno e per tutta la vita (id.)
- 1998 Una porta di luce (Longanesi)
- 1999 Codice Ombra (Longanesi, TEA)
- 2006 Destino (TEA)
- 2012 La Casa delle Mille e Una Notte (Barbera)

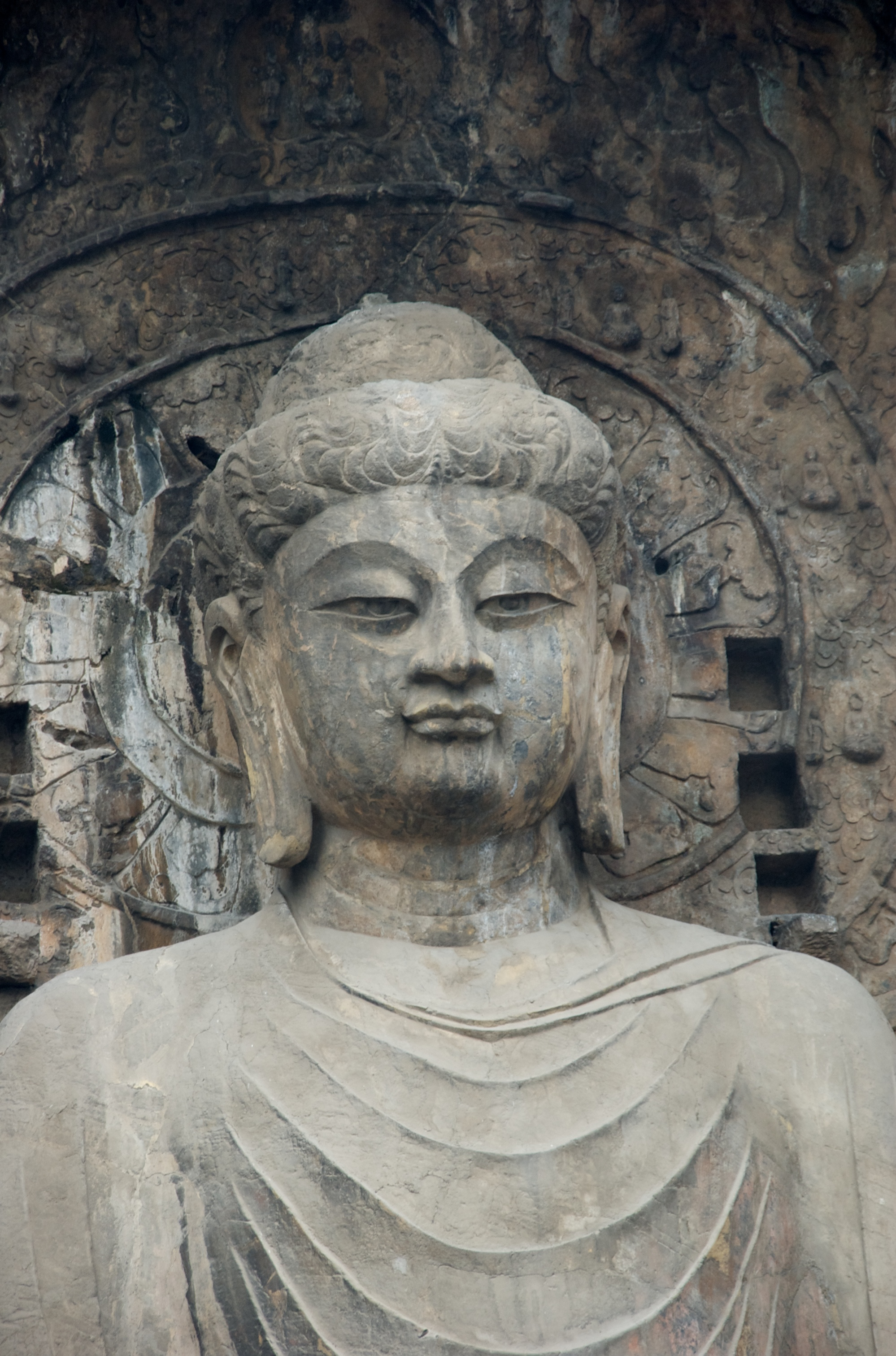
Le grand Vairocana des Grottes du Bouddha à Longmen, Henan, Chine.

### Récits de voyage
- 2003 Güle güle. Parti con un sorriso (Ponte alle Grazie, TEA)
- 2005 Strada bianca per i Monti del Cielo. Vagabondo sulla Via della Seta (id.)
- 2008 Con il Buddha di Alessandro Magno. Dall'ellenismo sull'Indo ai misteri del Tibet (Ponte alle Grazie)

### Les traductions
« Votre travail en tant que traducteur a-t-il influencé votre créativité littéraire ? 
Influencé dans le sens où il a été une sort de grande école de l'écriture. Une école loin d'être "de théorie", mais plutôt "de fatigue". De tous les livres que j'ai traduits (71), j'ai appris au moins quelque chose (et souvent beaucoup), donc j'ai autant de gratitude pour les auteurs. (Mario Biondi, dans une interview) »

Il a traduit de l'anglais soixante-douze livres de plusieurs auteurs, pour la plupart américains et britanniques, y compris James Joyce, Bernard Malamud, John Updike, Edith Wharton, Anne Tyler, Peter Carey et des lauréats du Prix Nobel Isaac Bashevis Singer, William Golding, Wole Soyinka et Orhan Pamuk (de la première édition américaine de Kara Kitab - Le livre noir comme le même Pamuk  a demande à son premier éditeur italien, Frassinelli). (Voir la liste complète sur le site de Mario Biondi.)

## L'activité Internet
Mario Biondi a toujours eu un intérêt très fort pour la technologie, comme en témoignent les romans Una porta di luce (1998) et Codice Ombra (1999). D'où son intérêt à Internet. Connecté au réseau à partir de la mi-1994, en avril 1995, il a créé son site Web, et a été le premier écrivain italien à le faire et peut-être aussi le premier d'Europe (même aux États-Unis, ils étaient encore très rares). Un site de service, qui, outre fournir des informations sur l'écrivain et son travail et la possibilité de télécharger récits et textes de critique, propose des bases de données pour l'analyse de textes classiques : Énéide (en latin), Bible, La Divine Comédie, La Jérusalem délivrée, Orlando furioso, Les Fiancés (tous en italien). Une autre de ses bases de données, très utilisée et très importante, est celle concernant l'Opéra.

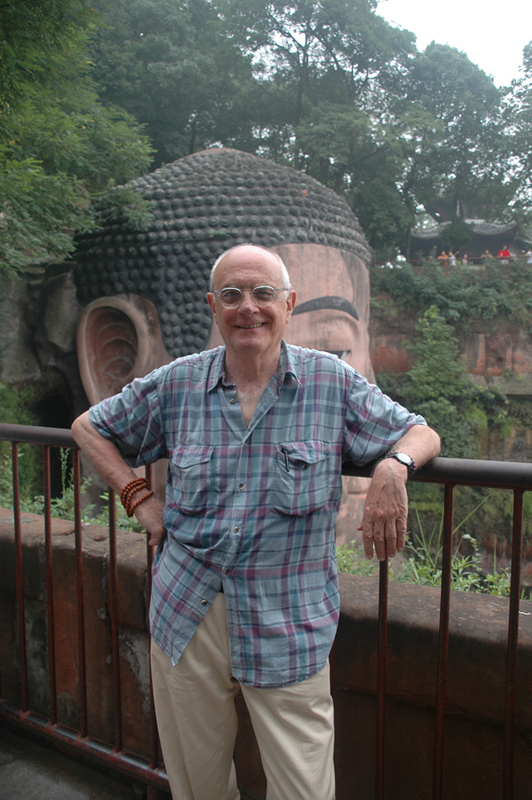
Mario Biondi au Bouddha géant de Leshan (71 mètres), Sichuan, Chine, juillet 2006 (autoportrait).

En décembre 2000 il a créé avec le Gruppo Longanesi (devenu le Gruppo editoriale Mauri Spagnol) le site Internet InfiniteStorie.it, un service d'information sur le monde du roman en Italie, qui est encore actif (2009).

## La photographie, un "hobby"
Il s'agit d'un hobby semi-professionnel. Une passion semblable à celle du voyage, qui a toujours animé Biondi. Il a donc beaucoup plus de 5000 photos prises depuis 1968 en Italie - en Algérie - en Turquie - aux États-Unis -à  Cuba - en Syrie - en Yougoslavie - en Albanie - en Iran - en Ouzbékistan - en Kirghizistan - en Pakistan et en Chine, qui sont visualisables sur son site Web

## Sa passion pour l'opéra
Biondi, ayant toujours cultivé un profond intérêt pour l'opéra, a accumulé au fil des ans des milliers d'enregistrements. C'est de là que vient son simple mais puissant "Database de l'Opera" avec des données sur plus de 1700 titres de quelque 600 compositeurs en plus de 5000 enregistrements: qui a dirigé, qui a joué, qui a chanté (et avec qui); quand, où, comment ...
Consultable via un formulaire très simple, "Database de l'Opera" est librement accessible à la page spécifique du site Web de Mario Biondi.